# Unsere Heimat (Lied)
Unsere Heimat, auch Unsre Heimat, ist ein Lied der Pionierorganisation Ernst Thälmann. Der Liedtext stammt von Herbert Keller und die Komposition von Hans Naumilkat.

## Liedinhalt
Unsere Heimat ist eines der meistgesungenen Lieder der Nachkriegszeit im Osten Deutschlands. Es entstand 1951 und interpretiert ein Verständnis des Begriffes „Heimat“ in Abgrenzung zum Nationalsozialismus.
Das Lied beschreibt die Fülle der Natur und des Seins auf der Erde. Dabei beschränkt es sich nicht auf „die Tiere der Erde“, sondern besingt auch „die Vögel in der Luft“ und „die Fische im Fluss“, „die Bäume im Wald“, „das Gras auf der Wiese“ und das „Korn auf dem Feld“.
Die Verwendung des Begriffes „Volk“ ist dem Umstand geschuldet, dass all das Besungene zur Entstehungszeit 1951 Gemeineigentum war.

## Verbreitung und Adaption
Die polnische Rockband Kult sang im Jahr 1983 in ihrem ersten Live-Repertoire das Lied Unsere Heimat im verkürzten deutschen Original. Als Ansage las der Frontman Kazik Staszewski eine Übersetzung ins Polnische betont naiv vor.
Der Eisenacher Musiklehrer und Komponist Wilhelm Lutter (1914–1999) schuf etwa 1983 auf die Melodie des Liedes Variationen für Blasinstrumente, Schlagzeug und Orchester, Op.41 als instrumentenkundlich geführtes Vortragsstück für Schülerkonzerte.
Angelika Weiz schrieb und sang 1989 eine kritische Erweiterung des Textes. Das Lied erschien auf der Langspielplatte Heimat, die aufgrund dieses Textes zurückgezogen wurde.
Als kontrafaktisches Stilmittel begleitet das Lied im DEFA-Film Die Architekten (1989) Szenen von Straßenschluchten, der Berliner Mauer, Industriekomplexen und Plattenbausiedlungen. Im Film Good Bye, Lenin! wird es von zwei vorgeblichen Jungpionieren vorgetragen. Im Film Ballon (2018) von Michael Herbig wird das Lied in der Titelsequenz durch einen Kinderchor vorgetragen.
In der letzten Strophe seines Liedes Heimat vom Album Berliner Republik (2014) nutzt der deutsche Kabarettist Rainald Grebe die Melodie von Unsere Heimat und eine deutlich veränderte Fassung des Textes. Ironisch überzeichnet sind es hier nicht mehr „Bäume im Wald“, welche Heimat definieren, sondern „Köttbullar und Hotdog bei IKEA“ und andere zeitgenössische Erscheinungen.
2021 wurde vom Musiker und Musikmanager Sacha Korn gemeinsam mit dem Schauspieler und Kabarettisten Uwe Steimle eine Coverversion aufgenommen.